# Jerzy Bryn
Jerzy Bryn, także Iszael Hans Bryn oraz Izrael-Alter Bryn (ur. 5 stycznia 1916 w Warszawie, zm. 1 czerwca 1978 w Bytomiu) – polski oficer wywiadu, podpułkownik ludowego Wojska Polskiego, dyplomata, skazany za współpracę z wywiadem amerykańskim.

## Życiorys
Urodził się w żydowskiej rzemieślniczej rodzinie Idela i Salomei. Miał trójkę młodszego rodzeństwa: Rachelę, Belę i Jakuba. Cała jego rodzina zginęła podczas Holokaustu.

### Wyjazd do Palestyny, udział w wojnie domowej w Hiszpanii
Jerzy Bryn należał do Ha-Szomer Ha-Cair, gdzie był przewodnikiem grupy (kwucy). W 1935 wyemigrował do Palestyny i związał się z miejscową partią komunistyczną. W 1937 wyjechał do Hiszpanii, by walczyć w szeregach XI Brygady Międzynarodowej podczas tamtejszej wojny domowej. Prawdopodobnie został tam zwerbowany przez NKWD. Po przegranej republiki był internowany we Francji, skąd wrócił do Palestyny. Podczas II wojny światowej był ważnym działaczem komunistycznym w Palestynie.

### Praca w wywiadzie wojskowym
W maju 1947 dzięki znajomości języków obcych oraz doświadczeniu życia na Zachodzie wraz z grupą komunistów polskiego pochodzenia (tzw. Palestyńczyków) został sprowadzony przez gen. Wacława Komara do Polski. Członków grupy skierowano do wywiadu Urzędu Bezpieczeństwa, gdzie otrzymali stopnie oficerskie. Bryn rozpoczął pracę w wywiadzie wojskowym w stopniu kapitana, służąc w sekcji niemieckiej, a następnie francuskiej, którą kierował od jesieni 1948. W maju 1949 wyjechał do Francji, gdzie oficjalnie prowadził firmę Dechefer, zajmującą się handlem złomem, zaś faktycznie jako tzw. nielegał prowadził siatkę wywiadowczą. Funkcjonował wówczas pod nazwiskiem Eugéne Ernst Emberger. W 1952 został odwołany do Polski i odsunięty od pracy operacyjnej (gen. Komar był wówczas aresztowany).
Następnie był podpułkownikiem Zarządu II Sztabu Generalnego Wojska Polskiego oraz dyrektorem nauk Wydziału Wyszkolenia Kursu Specjalnego (15 listopada 1952 – 2 lipca 1954). Od 17 sierpnia 1954 do 24 maja 1955 był szefem Katedry Przedmiotów Specjalnych Fakultetu Rozpoznawczego Akademii Sztabu Generalnego Ministerstwa Obrony Narodowej. W tamtym okresie rozwiódł się z pierwszą żoną Lilianą Hodes i wziął ślub ze swoją byłą łączniczką Julienne „Otto” Brummerhurst, która została przerzucona półlegalnie z Francji do Polski. Od stycznia 1956 do lutego 1957 był doradcą wojskowym i szefem Wydziału Operacyjnego polskiej delegacji do Międzynarodowej Komisji Nadzoru i Kontroli w Wietnamie.

### Kariera dyplomatyczna
Po powrocie z Wietnamu zakończył pracę w wojsku i rozpoczął karierę w dyplomacji. W lipcu 1957 został pierwszym po II wojnie światowej kierownikiem Ambasady w Tokio, reprezentując Polskę w Japonii jako chargé d’affaires do momentu objęcia w listopadzie 1957 stanowiska ambasadora przez Tadeusza Żebrowskiego. Bryn, wbrew swoim oczekiwaniom, nie został mianowany zastępcą ambasadora, w związku z czym podał się do dymisji. W sierpniu 1958, będąc wciąż pracownikiem Ambasady, zbiegł z Tokio. Uprzednio, za zgodą centrali MSZ, do Francji wyjechała jego żona celem zapisania tam do szkoły ich dzieci. Bryn dotarł do Tel Awiwu, dokąd kilka lat wcześniej wyjechała jego pierwsza żona z dwójką dzieci. Nawiązał tam kontakt z amerykańskim wywiadem, któremu przekazał informacje na temat stworzonej przez siebie siatki agentów we Francji. Spośród wskazanych przez niego osób, głównie polskich Żydów, 20 zostało aresztowanych.
Oznaczało to rozbicie siatki agenturalnej polskiego wywiadu we Francji, na czele z jej rezydentem Hermanem Bartelem „Armandem” oraz poprzednikiem Bryna na tym stanowisku – Henrykiem Adlerem vel Trojanem „Dupontem”. Wobec jednej ze zdekonspirowanych osób francuski sąd orzekł karę dożywotniego pozbawienia wolności, a wobec pozostałych kary od 5 do 10 lat pozbawienia wolności (sam Bryn także był zaocznie oskarżony; jego żona z kolei odpowiadała z wolnej stopy). Związek ze sprawą Bryna miała najpewniej także seria zatrzymań pracowników polskich placówek dyplomatycznych, w tym aresztowanie i wydalenie attaché wojskowego Ambasady w Paryżu Kazimierza Michalskiego. W ocenie Krzysztofa Persaka była to jedna z najpoważniejszych wpadek polskiego wywiadu wojskowego po II wojnie światowej.

### Powrót do Japonii i proces
W kwietniu 1959 Bryn przybył do Japonii, posługując się podrobionym paszportem Dominikany. Pojawił się w polskiej Ambasadzie w Tokio. Twierdził, że został uprowadzony przez Amerykanów. Mieli oni dosypać mu środek usypiający do soku i pozbawić wolności podczas międzylądowania w Manili na Filipinach. Następnie miano go trzymać przez kilka miesięcy na Okinawie. Bryn, wedle swojej relacji, nie ujawnił żadnych informacji, a po blisko roku udało mu się wykorzystać nieuwagę strażników, dzięki czemu uciekł do Tokio (według innej wersji, miał uciec już w Tokio, dokąd z powrotem przewieźli go Amerykanie). Przedstawiona przez niego wersja nie została uznana za wiarygodną i odesłano go do Polski. Wysłano go statkiem handlowym do Chin, skąd dotarł do Moskwy, a stamtąd samolotem do Polski. 13 maja 1959, bezpośrednio po wylądowaniu w Warszawie, został aresztowany. Śledztwo w jego sprawie, w którym zasadniczą rolę odgrywał Departament I MSW, trwało dwa lata. Mimo podjętych środków nie udało się ustalić, co dokładnie działo się z Brynem między jego zniknięciem a powrotem. Z całą pewnością dowiedziono jedynie, że doleciał do Tel Awiwu, zaś od października 1958 do maja 1959 jego żona i dzieci przebywały w amerykańskiej bazie we Frankfurcie.
Proces Jerzego Bryna rozpoczął się przed Sądem Warszawskiego Okręgu Wojskowego 2 listopada 1961. Miał on charakter poszlakowy. Uznano Bryna za winnego tego, że zdekonspirował przed amerykańskim wywiadem (który dane te przekazał francuskiemu kontrwywiadowi) podległą mu w latach 1949–1952 sieć wywiadowczą Zarządu II Sztabu Generalnego. Przy okazji stwierdzono, że odchodząc z wojska, wyłudził odprawę w wysokości pięciokrotności pensji. 30 lipca 1962 sąd wojskowy za wyrządzone wywiadowi PRL szkody skazał go na karę śmierci, pozbawienie praw publicznych i obywatelskich na 5 lat oraz przepadek całego mienia. 4 lutego 1963 Sąd Najwyższy, uznając, że nie udowodniono, iż Bryn wrócił do Polski celem wykonywania zadań zleconych przez amerykański wywiad, zamienił ten wyrok na karę dożywotniego pozbawienia wolności. Aktualnych informacji na temat sprawy Bryna kazał sobie dostarczać Władysław Gomułka. W 1970, w związku ze zniesieniem kary dożywocia, jego wyrok automatycznie zamieniono na karę 25 lat pozbawienia wolności.

### Śmierć
Bryn zmarł na atak serca w więzieniu w Bytomiu 1 czerwca 1978. Do końca życia podtrzymywał wersję o porwaniu na Filipinach i twierdził, że był wierny sprawie komunistycznej.

## Oceny
W ocenie historyka Leszka Gluchowskiego Bryn nawiązał kontakt z Amerykanami, ponieważ nie podobał mu się sowiecki antysemicki zwrot w latach 50. Nadto Bryn z racji posiadania dwóch żon (z pierwszą się rozwiódł) oraz czworga dzieci miał duże potrzeby finansowe. Zdaniem Gluchowskiego Bryn w 1959 wrócił do ambasady, gdyż Amerykanie chcieli umieścić go z powrotem w strukturach wywiadu PRL jako swojego współpracownika. Według interpretacji Piotra Osęki Amerykanie mieli uznać, że Bryn zmyśla ujawniane informacje i uznać go za niewiarygodnego. W efekcie odmówili mu wynagrodzenia i tym samym pozostawili bez środków do życia. Krzysztof Persak postawił hipotezę, że Bryn mógł istotnie zbiec Amerykanom, by wrócić do Polski.
W 2005 Brynowi poświęcono odcinek serialu „S jak szpieg” pod tytułem „Uciekinier”.